# Expresso (Portugal)
O Expresso MHL é um jornal português de periodicidade semanal publicado ao sábado desde 1973. O atual diretor do Expresso é João Vieira Pereira, que assumiu o cargo a 23 de março de 2019. O Expresso passou a utilizar o Acordo Ortográfico de 1990 na edição de 26 de junho de 2010.

## História

### Criação do jornal
O semanário Expresso foi fundado a 6 de janeiro de 1973 e inicialmente dirigido por Francisco Pinto Balsemão. Pinto Balsemão encontra-se ligado à imprensa por razões familiares — o avô, como ele chamado Francisco Pinto Balsemão, comerciante e militante republicano, foi fundador e proprietário de jornais; posteriormente, o tio e o pai foram os proprietários do Diário Popular. Pinto Balsemão foi secretário do Diretor e, posteriormente, vogal do Conselho de Administração da empresa proprietária do Diário Popular. Após a morte do pai, herdou, juntamente com o tio, a quota de 16,6% do capital dessa empresa, que passou a ter como acionistas Francisco e o tio (sendo este o acionista maioritário) e Guilherme Brás Medeiros. Depois da oferta, no verão de 1971, do Banco Borges pelo diário, o tio de Balsemão aceita vender.
Francisco Pinto Balsemão abandona então o Diário Popular e decide investir num jornal próprio, com o modelo «dos jornais ingleses de domingo de qualidade», como o The Sunday Times e The Observer. Para isso Augusto de Carvalho, o diretor de publicidade e Fernando Ulrich fazem um estágio no Reino Unido para se inteirarem do modelo jornalístico. Não sem que a correspondência trocada entre Balsemão e os diretores dos jornais ingleses fosse interceptada pela PIDE, que fotocopiou a informação e a fez chegar a Marcello Caetano. O título Expresso deixa antever uma forte influência da revista francesa L'Express.
É criada assim a empresa proprietária do jornal, uma sociedade anónima com a denominação Sojornal - Sociedade Jornalística e Editorial, SARL, com sede no segundo andar direito do número 37 da Rua Duque de Palmela, em Lisboa. O prédio tem a particularidade de se tratar de um imóvel desenhado em 1902 pelo arquiteto Ventura Terra e onde já vivera Afonso Costa.
Balsemão fica com 51% do capital inicial (6 mil contos, o equivalente a 1,6 milhões de euros, a preço atual, ajustado à inflação). A participação dos demais acionistas é limitada a um máximo de 15%. Entre os quais estão a Sociedade Nacional de Sabões, da família Rocha dos Santos, o banqueiro Manuel Boullosa, as famílias Ruella Ramos (do Diário de Lisboa) e Botelho Moniz (do Rádio Clube Português). Com posições pequenas estão o tio de Francisco Pinto Balsemão, seis amigos de Balsemão (Luiz Vasconcellos, Francisco da Costa Reis, António Patrício Gouveia, o escritor Ruben A. Leitão, Luís Corrêa de Sá, António Flores de Andrade) e a sua mulher Mercedes. Por fim, surgem ainda na lista os jovens António Guterres e Marcelo Rebelo de Sousa.
A primeira versão do semanário surge em formato broadsheet e com dois cadernos. O primeiro caderno de caráter mais noticioso, «com uma primeira página forte e secções bem definidas nas páginas interiores» e o segundo, chamado Revista «menos ligada ao dia a dia, convidando à reflexão e proporcionando entretenimento [...] contendo prosas maiores». O design ficou a cabo de Vítor da Silva e Luís Ribeiro, que durante anos foi o grafista-chefe do jornal.
A primeira redação era chefiada por Augusto de Carvalho. José Manuel Teixeira estava encarregue da secção nacional, Fernando Ulrich (sob o pseudónimo Vicente Marques) fazia a crónica bolsista, António Patrício Gouveia escrevia sobre economia, Álvaro Martins Lopes na secção internacional e Inácio Teigão no desporto. Faziam também parte Fernando Brederode Santos, Teodomiro Leite de Vasconcelos (Rádio Renascença), João Bosco Mota Amaral (correspondente nos Açores com o pseudónimo J. Soares Botelho), Mercedes Balsemão (esposa do diretor, que fazia as palavras-cruzadas com o pseudónimo Marcos Cruz), Juan Luis Cebrián, primeiro diretor do El País e correspondente do Expresso em Madrid. O diretor de publicidade era Jorge Galamba.
No dia 21 de dezembro de 1972, no hotel Ritz, realiza-se a sessão de lançamento do novo semanário. A campanha de publicidade fica a cargo da agência Ciesa, onde pontifica o criativo Artur Portela Filho. No entanto, a campanha para a televisão é proibida.
Com o Expresso surgem também outras inovações para a época em Portugal. O estatuto editorial, um Conselho de Redação, eleito pelos jornalistas, e o Conselho Editorial, para o qual são convidados Mário Murteira, Ruben A., Vasco Vieira de Almeida, João Morais Leitão, Sedas Nunes e Magalhães Mota.
Por fim, o primeiro número sai para a rua no dia 6 de janeiro de 1973. A tiragem ultrapassa os 60 mil exemplares, impressos na rotativa do Diário de Lisboa, em que cada um contava com 24 páginas e dois cadernos, ao preço de 5$00 (2,5 Cêntimos a preço atual). A manchete é uma sondagem encomendada: «63 por cento dos portugueses nunca votaram».
Por ocasião do seu 50.º aniversário, a 6 de janeiro de 2023, o Expresso foi agraciado com o grau de Membro-Honorário da Ordem da Liberdade.

## Organização

### Direção
| Período | Direção                                                                          |
| ------- | -------------------------------------------------------------------------------- |
| 1973    | Francisco Pinto Balsemão                                                         |
| 1980    | Marcelo Rebelo de Sousa                                                          |
| 1981    | Augusto de Carvalho                                                              |
| 1983    | José António Saraiva                                                             |
| 1984    | José António Saraiva, Vicente Jorge Silva e Jorge Wemans                         |
| 1989    | Entra Joaquim Vieira                                                             |
| 1995    | José António Lima (diretor-adjunto), entram Fernando Madrinha, Henrique Monteiro |
| 1997    | Entra Nicolau Santos                                                             |
| 2005    | Entra Cândida Pinto                                                              |
| 2006    | Henrique Monteiro (diretor), entram João Garcia e Marco Grieco;                  |
| 2008    | Entra João Vieira Pereira                                                        |
| 2011    | Ricardo Costa (diretor), entra Miguel Cadete                                     |
| 2016    | Pedro Santos Guerreiro (diretor), Martim Silva (diretor executivo)               |
| 2019    | João Vieira Pereira (diretor), David Dinis (diretor adjunto)                     |

## Perfil do leitor
Segundo dados da Bareme Impresa referentes ao semestre entre Janeiro e Junho de 2012, o leitor do semanário Expresso tem um perfil-tipo com idade compreendida entre os 25 e os 64 anos, das classes ABC1, quadros médios e superiores, residentes em regiões urbanas.
O jornal tem uma média de 585.400 leitores de audiência média no alvo universo, onde não existe uma grande diferença em termos de género: 55% dos indivíduos são do sexo masculino. Em termos etários as preferências vão para os leitores entre os 25 e os 34 anos (24,2%), 35 aos 44 (20,9%), 45 aos 54 (15,1%) e 55 aos 64 anos (13,9%). Os jovens e os idosos são a faixa etária menos relevante. Nomeadamente, os indivíduos dos 15 aos 17 (2,9%), dos 18 aos 24 (9,9%) e com mais de 65 anos (13,1%).
A leitura do semanário é transversal e equilibrado em quase todas as classes. É na classe B que se lê mais o Expresso (29,1%), seguida de perto pela classe C1 (27%). A classe A tem uma quota de 21,1%, classe C2 com 14,8% e classe D com 8%.
Com larga margem entre os grupos ocupacionais estão os quadros médios e superiores (33,4%). Uma percentagem mais baixa é atribuída aos reformados, pensionistas e desempregados, que são a segunda faixa etária mais relevante para as leituras do jornal com 18%. Seguem-se os empregados de serviços/comércio/administrativos (13,6%), técnicos especializados e pequenos proprietários (12,3%), estudantes (9,7%), trabalhadores qualificados/especializados (8,4%), trabalhadores não qualificados/não especializados (3,4%) e domésticas (1,2%).
Em termos regionais, 34,4% são leitores da Grande Lisboa. Mais abaixo na tabela surge o Interior Norte (16,6%), Litoral Centro (14%), Litoral Norte (13,7%), Grande Porto (11,8%) e finalmente o Sul com 9,5%.
O perfil comportamental do leitor do Expresso é dominado pelas preocupações ambientais (76,8 pontos) e sociais (74,3), com uma forte ligação às novas tecnologias, comunicações e Internet (64,1). No fim das suas prioridades estão as preocupações com demonstração de status (17,1).

## Cadernos e suplementos
Todas as semanas o Expresso imprime os seguintes cadernos:
- 1.º Caderno;
- Economia;
- Revista E;
- Actual;
- Emprego;
- Espaços & Casas.

O EXPRESSO é composto por três grandes cadernos: “Primeiro Caderno”, “Economia” e “Revista E”. O “Primeiro Caderno” contém notícias amplamente citadas pelos outros meios de comunicação, de áreas como a política, internacional ou temas de sociedade. O caderno “Economia” aborda os vários sectores da atividade económica, das telecomunicações à banca, da agricultura às finanças pessoais. A “Revista E”, lançada recentemente, tem um formato alargado e os seus conteúdos dedicam-se essencialmente à cultura, aos comportamentos, às tendências e aos grandes trabalhos jornalísticos.
Já existiram os seguintes cadernos:
- Economia e Internacional (a parte Internacional foi integrada no 1º Caderno, ficando assim só Economia);
- Vidas;
- Revista (que, juntamente com o Vidas foi fundido num único: a revista Única)
- Cartaz.pt (foi integrado no Actual).

## Online
O Expresso foi o primeiro jornal a publicar a Edição Impressa em versão HTML. Existe uma versão diária online vespertina do jornal, o Expresso Diário, vários blogues, uma Loja Online, edições online dos guias/cadernos Guia do Estudante, Cartaz, Boa Cama Boa Mesa (BCBM), Gourmet, Emprego e Imobiliário.
Também existem serviços multimédia e um portfólio online. Mais recentemente, em conjunto com a Newspaperdirect, lançou a Edição Impressa em formato e-xpresso, um tipo de PDF inteligente. É também possível comentar todos os artigos das Edições Impressa e Última Hora do Expresso, os vídeos e os dossiês, entre outros.

### Podcasts
Desde 2014, o site oficial do Expresso conta com podcasts originais, que vão desde a política e economia, à cultura e o humor. O seu primeiro podcast foi A Beleza das Pequenas Coisas, conduzido por Bernardo Mendonça e com novos episódios lançados às sextas-feiras.
Em 2024, foi lançado o primeiro podcast em inglês, The Heart & Hustle of Portugal.
Atualmente, Expresso da Manhã é o único podcast lançado diariamente (de segunda a sábado), sendo um dos mais ouvidos do site oficial.